# Vad kvinnan vill (1954)
Vad kvinnan vill (engelska: Hobson's Choice) är en brittisk dramakomedi från 1954 i regi av David Lean.
Filmen baseras på Harold Brighouses pjäs med samma namn.

## Utmärkelser
Filmen vann Guldbjörnen för bästa film 1954.
Året därpå vann den även BAFTA Award för bästa film.

## Rollista i urval
- Charles Laughton - Henry Horatio Hobson
- John Mills - Willie Mossop
- Brenda De Banzie - Maggie Hobson
- Daphne Anderson - Alice Hobson
- Prunella Scales - Vicky Hobson
- Richard Wattis - Albert Prosser
- Derek Blomfield - Freddy Beenstock
- Joseph Tomelty - Jim Heeler
- Helen Haye - Mrs. Hepworth
- Julien Mitchell - Sam Minns
- Gibb McLaughlin - Tudsbury
- Philip Stainton - Denton
- Dorothy Gordon - Ada Figgins
- John Laurie - dr MacFarlane
- Raymond Huntley - Nathaniel Beenstock
- Edie Martin - gammal dam